# Микитенко, Юрий Павлович
Микитенко Юрий Павлович (1 сентября 1947, Астрахань — 6 января 2011, Элиста) — российский писатель и педагог.

## Биография

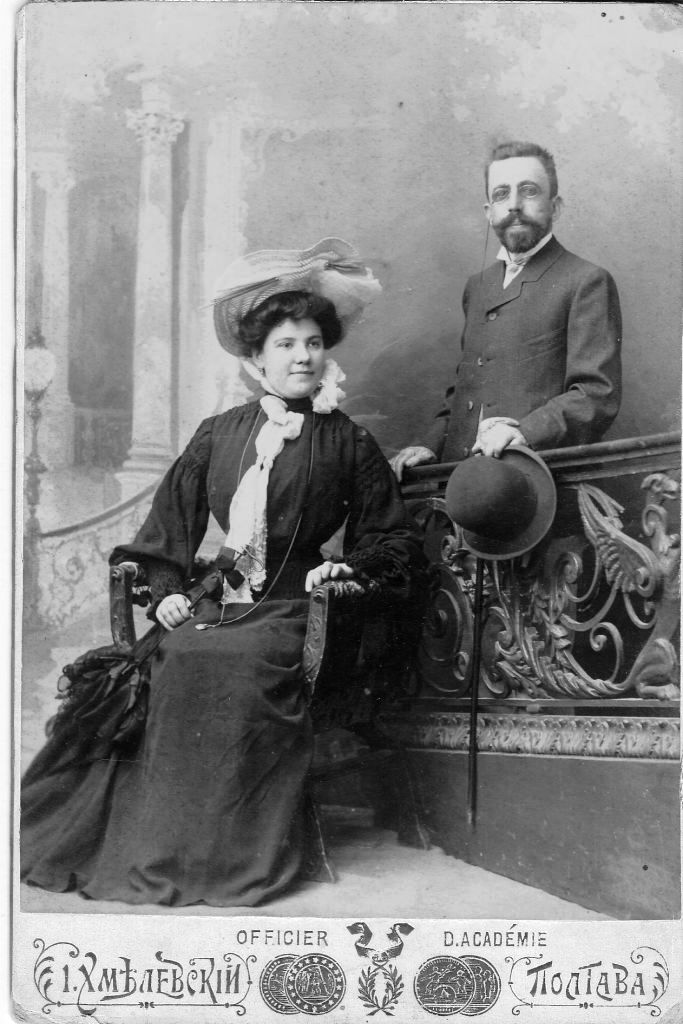
Адель Осиповна и Михаил Григорьевич Амчиславские, дедушка и бабушка Юрия Микитенко, Полтава, 1904 г.

Юрий Микитенко родился в Астрахани в семье Павла Самойловича Микитенко, который в годы Великой Отечественной войны оказался в плену и находился в Германии. В 1946 году, по возвращении на родину, был снят со всех должностей и восстановлен только в 1960-е годы.
там же учился в средней школе. В 1966 году поступил в Пятигорский педагогический институт иностранных языков, который окончил в 1971 году. Работал старшим преподавателем кафедры русской и зарубежной литературы гуманитарного факультета Калмыцкого государственного университета (город Элиста).
Начал публиковаться с 1990 года в газетах и журналах юга России. Автор более 40 публикаций в российских газетах и журналах и 3 книг.

## Семья
Жена — Микитенко Елена Ивановна, дочь — Нина Юрьевна, родилась в 1971.